# Calocheiridius braccatus
Calocheiridius braccatus är en spindeldjursart som beskrevs av Beier 1959. Calocheiridius braccatus ingår i släktet Calocheiridius och familjen Olpiidae. Inga underarter finns listade.